# Kosovo en los Juegos Europeos de Bakú 2015
Kosovo participó en los Juegos Europeos de Bakú 2015 con una delegación de 19 deportistas. Responsable del equipo nacional fue el Comité Olímpico de Kosovo, así como las federaciones deportivas nacionales de cada deporte con participación.
La portadora de la bandera en la ceremonia de apertura fue la campeona de Europa y del Mundo en Yudo Majlinda Kelmendi.

## Medallistas
El equipo de Kosovo obtuvo las siguientes medallas:
| Nombre       | Deporte | Competición |
| ------------ | ------- | ----------- |
| Oro          |         |             |
| —            |         |             |
| Plata        |         |             |
| —            |         |             |
| Bronce       |         |             |
| Nora Gjakova | Yudo    | –57Kg F     |